# Gai Anni Cimbre
Gai Anni Cimbre (en llatí Caius Annius Cimber) fill de Lisídic, va ser un militar romà del segle i aC.
Juli Cèsar el va nomenar pretor i després va ser partidari de Marc Antoni l'any 43 aC i va rebre els atacs de Ciceró. El van acusar de matar el seu germà (Ciceró l'anomena irònicament Filadelf i va fer el joc de paraules "Nisi forte jure Germanum Cimber occidtit", "potser casualment té el dret de matar el cimbre germà", jugant amb el doble sentit de germà com a germànic i com a parentesc, i Cimbre com a cognom i com a nom d'un poble germànic, els cimbres).
Cimbre va ser també poeta, historiador i orador, però de segon ordre, i en un epigrama conservat per Quintilià se'l ridiculitza.